# Terkel Klevenfeldt
 Der er flere personer med dette navn, se Terkel Kleve.
Terkel (også Torchild) Klevenfeldt (født Kleve 1710 i København, død 14. april 1777 sammesteds) var en dansk genealog.

## Opvækst og uddannelse
Terkil Kleve blev født 1710 (døbt 25. august i Vor Frue Kirke) i København. Hans familienavn var Klev, senere Kleve, og har antagelig sin oprindelse fra stednavnet Kløv (i Thy), for Kleves fader var jyde; i hvert fald var Kleve selv klar over, at det ikke havde noget med de tyske Kleve'r at gøre. Hans fader, Peder Iversen Klevenfeldt, var købmand, men havde 1707 ægtet brygger Ole Jørgensen Høibys enke, Anne Sørensdatter Fohrmann (død 1744), og derved fået en bryggergård på Nørregade. 1711 blev han en af Stadens 32 mænd, men samtidig holdt pesten indtog i hans hus, gjorde lyst blandt de 2 kuld børn og bortrev ham selv. Året efter stod enken tredje gang brud, idet hun blev gift med Hans Lauritzen Ursin (ca. 1682-1757), der nu overtog bryggeriet, men som ved siden heraf blev prokurator ved alle retterne i Danmark (1719) for senere at stige til generalfiskal og Højesteretsassessor.
I et velhavende hjem og med en, som det synes, omhyggelig stedfader voksede Klevenfeldt op, blev student 1728 (privat dimitteret) og tog det næste år bakkalaurgraden. Københavns brand 1728 havde imidlertid berøvet familien dens velstand, og Klevenfeldt, hvis interesser gik i historisk retning, og som vistnok helst havde levet for dem alene, måtte se at komme i embede. 1734 udnævntes han til sekretær i danske Kancelli, 1737 til justitssekretær i Højesteret. Den sidste stilling var ret indbringende, men forringedes betydelig i de første år, da Klevenfeldt efterhånden måtte udrede 4000 rigsdaler i pension til formanden.

## Udlandsrejse
Efter at have tjent nogle år i retten følte han imidlertid sit bryst angrebet, og for at genvinde sit helbred foretog han da en næsten 4-årig udenlandsrejse (1741-45). På denne, der blev meget mere end en sundhedsrejse, og som gik til Tyskland, hvor han hørte forelæsninger i Göttingen, Holland, Frankrig, hvor han opholdt sig længe i Paris, og England, førte han en udførlig, endnu bevaret dagbog (findes i Københavns Universitetsbibliotek).
Mens han på den ene side var ivrig for at udvide sine historiske kundskaber og dyrke sine samlerinteresser, forsømte han på den anden side ikke at se sig godt om og stifte bekendtskab med en mængde mennesker, så vel landsmænd som udlændinge, særlig i samfundets højere kredse. Han blev også som en af de få danskere på dette tidspunkt, optaget i en frimurerlogen på denne rejse. 1744 udnævntes han, endnu i udlandet, til assessor i Højesteret uden derfor at miste justitssekretær-stillingen.

## På karrierens tinde
Da han i begyndelsen af 1745 vendte hjem, havde Jacob Langebek og hans litterære venner lige stiftet Det kongelige danske Selskab for Fædrelandets Historie, og i dette selskab, der snart skulle vinde et godt navn, optoges Klevenfeldt nu straks. Han overtog rimeligvis også straks sine forretninger som justitssekretær, hvorimod han først i foråret 1746 synes at være begyndt med at votere som assessor.
Varetog han imidlertid end vistnok sin embedsgerning, i hvert fald i de tidligere år, med samvittighedsfuldhed, ejede den dog ikke hans hjerte. Det havde han skænket den gamle danske adels genealogi, og på dette område blev han da også sin samtids ypperste. Hvad han havde begyndt som ung student, da han benyttede sine sommerudflugter til indsamling af historisk materiale, fortsatte han med sjælden udholdenhed og store opofrelser.
Han excerperede flittig, foretog rejser omkring i landet og over til Skåne, holdt afskrivere til at kopiere gamle breve og tegnere til at udføre afbildninger af segl og ligstene, indkaldte kobberstikkeren Georg Vilhelm Baurenfeind fra Nürnberg for efterhånden at få tegningerne stukne, erhvervede sig store samlinger af breve, manuskripter og portrætter, anlagde en i hans specialfag fortrinlig bogsamling, fik regeringen til at pålægge stiftsøvrighederne at foranledige indsendt oplysninger om alle adelige i begge rigerne, kort sagt, han udfoldede en virksomhed i stor stil, der lovede lykkelige resultater.
Og mens dette stod på, fik han vidnesbyrd om, at han påskønnedes af sin konge og sine medborgere: 1747 blev han justitsråd; samme år ophøjedes han i adelstanden med navnet Klevenfeldt, en udmærkelse, som efter hans eget udsagn skete uden noget foregående skridt fra hans side; 1748 var han en af de mænd, som efter Hans Grams død overleverede Gehejmearkivet til efterfølgeren, Langebek; 1750 optoges han på denne sin vens forslag i Videnskabernes Selskab; 1751 blev han formand for et juridisk selskab; 1760 udnævntes han til etatsråd (1767 virkelig etatsråd), 1768 til konferensråd.

## Klevenfeldt som samler
Dette tilsyneladende så lyse billede havde imidlertid sine skygger, der, efterhånden som årene gik, blev mørkere og mørkere. Klevenfeldt var en samlernatur, en af dem, hvorpå det 18. århundrede var så rigt. Foruden de nævnte samlinger, hvoraf håndskriftsamlingen ved hans død beløb sig til over 550 numre, samlingen af malede portrætter til over 350, samlede han også på mønter og antikviteter og ejede dukker, klædte i alle de dragter, som brugtes i Norges forskellige egne; ja, på sine senere år anskaffede han sig også en mineraliesamling, foranlediget ved, at han paa den østrigske gesandts anmodning skulle forsyne samlingerne i Wien med naturgenstande fra de nordiske lande, især mineralier, ligesom han tidligere havde skaffet dem mønter, og denne Samlen for andre førte så til, at han også selv måtte have sig et udvalg af mineralier.
Når hans fleste samlinger havde et temmelig beskedent omfang, var det således ikke samlerlysten, det skortede på. Men var han en født samler, så var han også som de fleste samlere en uproduktiv natur. Mens han så sine samlinger vokse og øgede sine optegnelser, følte han sig med årene mindre og mindre i stand til at afbryde forberedelserne og koncentrere sin kraft på løsningen af den foresatte opgave, og samtidig så han dette lykkes for andre. Det varmere, end han kunde tåle. Hans sind fyldtes med bitterhed og misundelse; han anså sig selv for miskendt og forurettet, mens han fandt, at andre begunstigedes langt over fortjeneste, og navnlig følte han det som en indgriben i sine rettigheder, når andre vovede sig ind på de enemærker, han havde udsøgt sig.
Glemmende al den understøttelse, der var blevet ham selv til del, men som ikke havde formået at hæve den skat, han skinsyg rugede over, op for dagens lys, ærgrede han sig over den frugtbare virksomhed, der udfoldedes omkring ham. Sin jævnaldrende ven Langebek kom han således efterhånden til at nære nag imod, især efter at Langebek var begyndt på at lade mindesmærker aftegne. Karakteristisk for Klevenfeldt er følgende udtalelse af ham: "Havde jeg været rig, havde jeg gjort større Fordel ude [d. e. i Udlandet], men størst Fordel i Fædernelandet, hvor jeg for Aarsager har maattet staa tilbage for den rige Knejser [Langebek?], som Million Gange har pløjet med min Kalv og flagret med mine Vinger, indtil hans egne udgroede og førte ham over alle Bjærge".
Men i det Klevenfeldt fortabte sig i disse bitre sammenligninger mellem sin og andres akæbne og fandt en tarvelig tilfredsstillelse i at betro sine lidenskabelige tanker, der stadig kredsede om det samme, til papiret – ofte ikke engang i breve, men på steder, hvor de ligesom hengemtes til eftertiden –, var ævret opgivet og hans kraft brudt.

## Økonomiske problemer
Også ydre forhold bidroge deres til dette sørgelige udfald. Om end udenlandsrejsen havde styrket hans helbred, vedblev han dog at være en svagelig mand, ofte hjemsøgt af sygdomsanfald. Og lige så galt stod det til med hans pengeforhold. Skønt i og for sig vistnok ikke ubetydelige, svarede hans indtægter ikke til de fordringer, han stillede til livet, og da han ikke ejede formue, gjorde han gæld. Fra statens side ydedes der ham ikke ringe hjælp. Først eftergav kongen ham (1745) halvdelen af den ham til hans store rejse gjorte forstrækning på 2500 rigsdaler, rimeligvis som tak for nogle fra Paris hjembragte illuminerede håndskrifter, og 1751 tilstedes der ham en årlig understøttelse af 400 rigsdaler til hans genealogiske værk, ligesom han fik penge til at rejse til Skåne for.
Alligevel måtte Klevenfeldt 1758 låne 4000 rigsdaler af staten, den samme sum, som han havde udredet i pension af sit ene embede. En medvirkende årsag til hans slette økonomiske stilling var uheldige filieforhold, i det en broder af ham, som havde været præst, var blevet afskediget og holdtes i et slags fangenskab, og hans 5 børn faldt nu Klevenfeldt til byrde (en af disse børn var den senere kobberstikker Johan Terkel Kleve); i de senere år synes desuden Klevenfeldts sportelindtægter at være taget kendelig af.
For at forbedre sin status påtog han sig mod betaling at besørge kommissioner i regeringskollegierne for fraværende, og han ville gerne have unge mennesker i huset. Alt var forgæves. Hans gæld voksede, og hans private kreditorer trængte ind på ham for at få deres tilgodehavende. Som en stakkels svagelig, forgældet pebersvend sad Klevenfeldt med sine døde skatte og bitre tanker.

## Afskedigelse og sidste år
Året 1771 blev et ulykkesår i Klevenfeldts liv. Under Struensees styrelse, der rørte op i så meget, blev det uventet pålagt Klevenfeldt at tilbagebetale de 4000 rigsdaler, og denne fordring fastholdtes trods hans ynkelige klager. Samtidig tog man fat på en reform af Højesteret. Den nedsatte kommission foreslog afskedigelsen af et par assessorer, deriblandt Klevenfeldt på grund af hans tiltagende alder og skrøbelighed, hvilken sidste man satte i forbindelse med hans "hel beknyttede Omstændigheder", og den indstillede ham til en god pension, for at han med lyst kunne arbejde på sit heraldiske værk , og til at få sin gæld til kongen eftergivet, da den dog vist var uerholdelig. Denne indstilling fulgtes, kun at pensionen nedsattes en hel del, og i december 1771 afskedigedes da Klevenfeldt fra begge sine embeder i retten.
Han levede endnu nogle år, indtil døden 1777 gjorde ende på hans ikke særligt glædelige liv. Et halvt år forinden havde han et sted i sine stamtavler, dette hans "genealogiske Kaos", der "som Flyvesandet var voxet til Banker", henvendt et par ord til en fremtidig benytter og der i betegnet sig som "en 67 Aar gammel, skrøbelig, træskoknuset og ved Forurettelse fattiggjort Mand".
Han er begravet i Trinitatis Kirke, hvor der i 1799 blev udført et epitafium i marmor af Johannes Wiedewelt (radering derefter af Magnus Petersen 1863). Derudover findes der et maleri af Carl Gustaf Pilo 1776 i Bergen Kunstmuseum og en miniature af A. Thornborg i Vestlandske Kunstindustrimuseum i Bergen.

## Skriftlige arbejder og eftertiden
Som antydet har Klevenfeldt kun udgivet lidt: i sine yngre dage nogle småting, deriblandt et par æredigte, der viser, at han ikke var digter, og i Videnskabernes Selskabs skrifter (1754) en antikvarisk afhandling, der er mærkelig ved sin smagløshed. Af de kobberstukne afbildninger af monumenter og segl, som han havde ladet udføre, men som ikke tilfredsstiller nyere tiders fordringer til korrekthed, henlå der ved hans død 2 små rækker, og disse udgaves, som de forelå, uden tekst, af skiftekommissionen i hans dødsbo. (Nye aftryk af den første Række blev genudgivet 1860.) Et og andet er senere kommet frem, bl.a. et lille ungdomsarbejde om Elefantordenen og adskillige breve. Som brevskriver indtager Klevenfeldt en vis rang; han kan udtale sig med ikke ringe lune, ganske vist ikke af den godmodige art.
Hans hovedbetydning ligger imidlertid i hans store utrykte samlinger til den danske adels historie, hvilke staten købte på hans auktion og afgav til Gehejmearkivet. Det er et stort og rigt materiale, som her er samlet og lagt til rette, navnlig i stamtavlerne, og det var ikke for meget sagt, når en historiker (Erich Christian Werlauff) endnu 2 menneskealdre efter Klevenfeldts død betegnede ham som "den bedste Kjender af den dansk-norske Adelshistorie og Genealogi", omtrent samtidig med at en anden historiker (Vedel Simonsen) mindre betænksomt tog ordet for en udgivelse af Klevenfeldts stamtavler.
Som ingen af Klevenfeldts forgængere kan måle sig med ham, således har hans samlinger dannet grundlaget for et helt følgende århundredes syslen med disse emner. At der derved er fremkommet mange rettelser og tilføjelser til hans stamtavler, og at disse nu på mange punkter må opgives, må ikke gøre eftertiden uskønsom over for betydningen af Klevenfeldts livsværk.